# Martin Bierbach
Martin Bierbach (* 30. November 1926 in Kalbsrieth; † 9. April 1984) war Botschafter der Deutschen Demokratischen Republik.

## Leben
Als Sohn eines Arbeiters erlernte er nach dem Besuch der Volksschule den Beruf des Maschinenschlossers. Von 1943 bis 1945 diente er in der Wehrmacht und geriet in sowjetische Kriegsgefangenschaft.
1948 kehrte er nach Deutschland zurück, arbeitete als Schlosser im „VEB Zuckerfabrik Artern“ und trat noch im selben Jahr in die SED ein. Er studierte an der Deutschen Akademie für Staats- und Rechtswissenschaft in Potsdam-Babelsberg Außenpolitik und erhielt ein Diplom für Staatswissenschaften.
1953 trat er in den auswärtigen Dienst der DDR ein. 1954 wurde er zum Sekretär der Betriebsparteiorganisation befördert. Ab 1957 gehörte er zum Reisekader des Außenministeriums. Von 1957 bis 1959 war er an der Botschaft der Deutschen Demokratischen Republik in Peking akkreditiert, wo er zeitweise die Aufgaben des Geschäftsträgers wahrnahm. Vom Herbst 1959 bis August 1962 war Bierbach Generalkonsul in Kairo. Das Bonner Außenministerium unter Gerhard Schröder (Politiker, 1910) konnte über ihren Botschafter Walter Becker am 19. September 1959 bei der Regierung von Gamal Abdel Nasser durchsetzen, dass im Gesetz, welches die Exequatur von Bierbach regelte, ausdrücklich festgestellt wurde, dass es keine Anerkennung der DDR darstellte.
Von 1966 bis 1968 war Bierbach Botschafter der DDR in Peking.
Im Rahmen des offenen Bruchs der russisch-chinesischen Beziehungen gab es Vorfälle, die die Beziehung zwischen der sowjettreuen DDR und der Volksrepublik China belasteten. Beispielsweise wurde in Peking der Wagen des Botschafters Bierbach von Rotgardisten beschädigt und mit schwarzer Farbe übergossen. Schaukästen der chinesischen Botschaft in Berlin-Karlshorst wurden demoliert und Botschaftsangehörige in Handgemenge verwickelt.
Am 27. Juni 1967 verunglückten vier Botschaftsangehörige der chinesischen Botschaft in Neustrelitz tödlich. Die Regierung von Mao Zedong sah in diesem Vorfall einen Anschlag.
Der Sechstagekrieg beendete Vorbehalte arabischer Regierungen gegen eine Anerkennung der DDR.
Bierbach wurde im Mai 1969 zunächst Leiter der DDR-Mission in Ägypten und im Juli 1969 schließlich Botschafter. Im April 1973 wurde er durch Hans-Joachim Radde abgelöst und zum Leiter der Abteilung Süd- und Südostasien im Außenministerium berufen. Im Juni 1980 wurde er Botschafter in Großbritannien und im Oktober 1981 gleichzeitig Botschafter in Irland.
Bierbach starb nach kurzer schwerer Krankheit im Alter von 57 Jahren und wurde auf dem Zentralfriedhof Berlin-Friedrichsfelde bestattet.

## Auszeichnungen
- 1965 Vaterländischer Verdienstorden in Silber